# کنوانسیون اکتائو
کنوانسیون آکتائو یا کنوانسیون حقوقی دریای خزر توافقی چندجانبه میان کشورهای ساحلی دریای خزر است که در پنجمین اجلاس سران این کشورها در مرداد ماه سال ۱۳۹۷ (۲۰۱۸) در شهر آکتائو (آق‌تاو) قزاقستان، به امضای سران کشورهای جمهوری اسلامی ایران، روسیه، قزاقستان، جمهوری آذربایجان و ترکمنستان رسید.
رژیم حقوقی دریای خزر که برای سالیان متمادی محل اختلاف کشورهای ساحلی بود در این کنوانسیون تا حدود زیادی حل و فصل گردید. از جمله موارد مورد بحث در این کنوانسیون می‌توان به مسائل مربوط به حقوق و تکالیف کشورهای ساحلی در فعالیت‌های ماهیگیری، کشتیرانی، امنیتی و نظامی، چگونگی مقابله با حوادث غیرمترقبه، مبارزه با قاچاق مواد مخدر، محیط زیست، تحقیقات علمی در دریا و بستر دریا و ترانزیت از دریای خزر به آب‌های آزاد اشاره کرد.
در این کنوانسیون، شش موافقتنامه و پروتکل دیگر و همچنین صدور بیانیه اجلاس سران امضا شده‌است. این اسناد شامل موافقت نامه‌های حمل و نقل و ترانزیت، تجاری و اقتصادی، مبارزه با تروریسم، مبارزه با جرایم سازمان یافته، تعامل و همکاری‌های مرزبانی و پیشگیری از درگیری‌های نظامی هستند.

## موارد اجماع و اختلاف نظر در کنوانسیون اکتائو
در این نشست میان کشورهای ساحلی دریای خزر، در موضوع «ممنوعیت حضور نیروهای مسلح بیگانه» و «انحصار حضور و دریانوردی هرگونه شناور صرفاً با پرچم یکی از کشورهای ساحلی» و همچنین ممنوعیت اختیار قرار دادن قلمروی کشورهای ساحلی به نیروهای نظامی غیر ساحلی، میان کشورهای ساحلی اجماع حاصل شد.
موضوع تعیین خطوط مرزی و مبدأ سرزمین‌های مجاور خزر، میان کشورهای ایران، جمهوری آذربایجان و ترکمنستان از جمله موارد عدم توافق کشورهای عضو بوده که این موضوع به موجب کنوانسیون بر عهده سه کشور فوق قرار گرفته که در زمان توافق آنها، با رضایت سایر طرف‌ها به کنوانسیون خزر اضافه خواهد شد.
موضع دیگر که در این کنوانسیون با اجماع نظر کشورهای ساحلی همراه نبوده‌است مربوط به تحدید حدود بستر و زیر بستر دریای خزر است که در متن کنوانسیون به آن اشاره‌ای نشده و برای تحدید حدود تنها از چهار منطقه دریایی «آب‌های داخلی»، «آب‌های سرزمینی»، «مناطق ماهیگیری» و «پهنه دریایی مشترک» سخن به میان آورده شده‌است.
در رابطه با بهره‌برداری از منابع نفتی دریای خزر نیز اگر که مورد منازعه نباشد توسط خود کشورها مورد بهره‌برداری قرار می‌گیرند. در مورد منابع مشترک یا مورد اختلاف نیز، اصل بر این است که طرف‌های ذی‌نفع با یکدیگر توافق و نسبت به بهره‌برداری از منابع نفتی اقدام کنند. در صورت عدم توافق میان کشورها، از آن منابع بهره‌برداری صورت نخواهد گرفت.

## متن کامل کنوانسیون اکتائو
کنوانسیون وضعیت حقوقی دریای خزر
اعضای این کنوانسیون، کشورهای ساحلی دریای خزر-جمهوری آذربایجان، جمهوری اسلامی ایران، جمهوری قزاقستان، فدراسیون روسیه و ترکمنستان- که از این پس طرف‌ها نامیده می‌شوند،
با استناد به اصول و موازین منشور ملل متحد و حقوق بین‌الملل،
با در نظر گرفتن فضای همکاری، حسن همجواری و تفاهم متقابل بین طرف‌ها،
با پیروی از تمایل به تعمیق و گسترش روابط مبتنی بر حسن همجواری بین طرف‌ها،
با در نظر گرفتن این واقعیت که دریای خزر برای طرف‌ها دارای اهمیت حیاتی می‌باشد و اینکه فقط آنها از حقوق حاکمه نسبت به دریای خزر و منابع آن برخوردار هستند،
با تأکید بر اینکه حل مسائل مربوط به دریای خزر در صلاحیت انحصاری طرف‌هاست،
با شناسایی اهمیت سیاسی، اقتصادی، اجتماعی و فرهنگی دریای خزر،
با آگاهی از مسئولیت خود در قبال نسل حاضر و نسل‌های آینده برای حفظ دریای خزر و توسعه پایدار منطقه،
متقاعد از اینکه این کنوانسیون توسعه و تقویت همکاری بین طرف‌ها را تسهیل خواهد کرد و استفاده از دریای خزر برای اهداف صلح جویانه و مدیریت بخردانه منابع آن و نیز اکتشاف، حمایت و حفاظت از محیط‌زیست آن را ارتقاء می‌دهد،
با تلاش در جهت ایجاد شرایط مساعد به منظور توسعه همکاری اقتصادی سودمند متقابل در دریای خزر،
با در نظر گرفتن تغییرات و فرایندهای به وقوع پیوسته در منطقه دریای خزر در سطوح ژئوپلتیک و ملی، ترتیبات موجود بین طرف‌ها و در این رابطه نیاز به تقویت رژیم حقوقی دریای خزر،